# Gordey Kolesov
Gordei Kolessov (data de nascimento: 18 de agosto de 2008, Moscovo.) foi o vencedor do concurso de talentos na China em 2015 (na altura tinha 6 anos e 5 meses), na televisão central da China, CCTV-1, vencedor de competições de xadrez   e de concursos criativos  , fala 5 línguas (russo, chinês, espanhol, inglês, francês), sabe de cor 555 expressões idiomáticas chinesas , é uma criança-prodígio  . O presidente da Federação Internacional de Xadrez (FIDE) Kirsan Iliumjinov referiu-se a Gordei como o “pequeno Buda do mundo do xadrez”.  Gordei tem três irmãs mais novas: a Milana, a Ágata e a Essénia.

## Biografia
Gordei nasceu em Moscovo. Com apenas dois meses de idade, os pais levaram-no para Guangzhou, cidade onde o pai, Evgueni Kolessov, que trabalha na China há mais de 15 anos, chefia a empresa Optim Consult, especializada no fornecimento de bens e equipamentos chineses.  Nome em Inglês: Gordey Kolesov, chinês simplificado: 叶伟国, pinyin: Yè Wěi Guó - traduzido do chinês "Grande país E"  ou "Grande Estado E" . A estreia de Gordei na televisão deu-se em abril de 2014, no programa de Aleksei Lyssenkov "Realizador de si mesmo", do canal Rossia 1. Gordei venceu por duas vezes a rubrica "Tente fazer melhor!" ao demonstrar conhecer os carateres chineses e cantar uma canção em chinês com a sua irmã mais nova, a Milana.
Em setembro de 2014 Gordei entra como aluno em modalidade de externato na escola secundária geral da Embaixada da Rússia na China (cidade de Pequim) com estudos avançados numa língua estrangeira (inglês).  Ao mesmo tempo, dá-se o inicio do seu interesse pelo xadrez.
Em janeiro de 2015 Gordei participa no concurso de talentos na China, na televisão central chinesa, a CCTV-1, e sai de lá com o primeiro lugar. Os meios de comunicação chineses escreveram com entusiasmo sobre Gordei e o pai, que fizeram uma brincadeira com a conhecida apresentadora Madame Chzhudan. Eles pediram à apresentadora que explicasse o significado de uma expressão idiomática chinesa, deixando-a assim num impasse.   Gordei foi o primeiro estrangeiro a conseguir esse sucesso  . O vídeo com legendas em russo foi publicado no canal “A China com Evguêni Kolessov” no Youtube no final de fevereiro de 2015 e, em apenas uma semana, recebeu mais de 1 milhão de visualizações. Segundo alguns dos comentadores, o jovem russo fez mais pela amizade sino-russa do que os diplomatas   e já há até quem lhe preveja um futuro na diplomacia  . Os meios de comunicação chineses têm escrito sobre o grande papel do pai na educação do menino. 
Depois de ganhar o programa de talentos, o pequeno Kolessov foi convidado para estudar gratuitamente na escola seletiva de Guangzhou, metrópole de 15 milhões de habitantes, na qual estudam os filhos dos altos funcionários e generais. As propinas anuais nessa escola são superiores a US$ 20 000  . Além disso, os pais do pequeno Gordei também recebem dezenas de convites de emissoras de TV chinesas interessadas em filmar o filho deles.
Em fevereiro de 2015, na competição sino-russa de criatividade artística para crianças e jovens "China - Rússia. Pontes de Amizade", que teve lugar no âmbito dos Anos da Amizade e Intercâmbios Juvenis Sino-Russos (2014-2015 anos), Gordei conquistou a medalha de prata com o seu desenho . Nesse mesmo mês, ele ganha também o prémio da escolha do público  na primeira edição do concurso de caligrafia chinesa ‘com mão firme’ 2014. No vídeo enviado para o concurso podemos ver Gordei a falar dos seus talentos caligráficos. O prémio foi entregue ao menino pelo secretário-geral do Organização para Cooperação de Xangai, Dmítri Mezentsev, que avaliou com entusiasmo o sucesso do jovem talento (o mais jovem participante da competição) e exortou os presentes a seguirem o exemplo do Gordei . "Durante a cerimónia, um talentoso menino russo leu para todos os poemas de Su Shi (poeta chinês da dinastia de Sun. -. N. Ed.) e recebeu calorosos aplausos da plateia" . Também a principal agência de notícias chinesa Xinhua escreveu sobre os feitos de Gordei , .

Em abril de 2015, Gordei e o pai, Evguêni, foram convidados para a edição especial do programa "Eles Que Falem" . Nessa altura, o número de visualizações do vídeo tinha já atingido mais de 4 milhões.
No dia 1 de junho de 2015 foi posto na Internet o vídeo do concerto de gala Show de Talentos, da Televisão Central da China, a CCTV-1. Gordei surpreendeu o júri e o público chinês ao conseguir calcular a idade de Sun Wukong, o Rei Macaco, herói do romance clássico chinês do século XVI "Jornada ao Oeste". O popular apresentador de TV chinês Liu Yiwei, ao ouvir a explicação do menino, caiu do sofá  . 3 dias após o vídeo ter sido posto online, o número de visualizações já ultrapassava meio milhão. Os meios de comunicação chamaram então Gordei de criança-prodígio   . O pai do menino, Evguêni Kolessov, disse, numa entrevista ao canal NTV, que não era caso para chamarem o seu filho de criança-prodígio. Na sua opinião, "o Gordei é uma criança amada, que é disciplinada e gosta de aprender" . Aos vídeos dele assistem também os estudantes do instituto de tradutores militares do Ministério da Defesa russo e futuros diplomatas do MGIMO, que tecem elogiosos comentários às capacidades linguísticas do menino. .
Quando a agência de notícias "Serviço Nacional de Notícias" pediu ao ator de cinema e teatro e artista condecorado da Rússia Mikhail Efremov que indicasse o Top 5 com as principais notícias de 4 de junho, ele escreveu o seguinte sobre: "O menino-prodígio russo de seis anos, Gordei Kolessov, venceu o concurso de talentos da televisão central da China. Ele fala cinco línguas, está na primeira categoria do xadrez e é membro da seleção russa desta modalidade. Gordei, tu és o nosso futuro, a ti equipara-se todo o país"
Os vídeos de Gordei gozam de grande popularidade na Internet, principalmente os vídeos "O jovem Gordei Kolessov, com 6 anos de idade, na TV central da China CCTV-1" "Gordei Kolessov ganhou concurso de talentos da TV central da China", «1º lugar de Xadrez em Shenzhen", "Canções chinesas acompanhadas à guitarra por Gordei Kolessov", "China. Formação de Xadrez", "V. V. Maiakovski. Nota para a China", "475 expressões idiomáticas chinesas", bem como vídeos onde ele aparece na companhia do pai a declamar em chinês o poema: "Ei, tu Rus, Pátria minha" de Serguêi Iesénin e poemas de Mao Zedong, em chinês e em russo.
Gordei é um dos mestres mais jovens a nível mundial a conseguir montar mais rapidamente o Cubo de Rubik (cubo mágico). 
Na primavera de 2015, os dois canais centrais da China filmaram dois documentários sobre Gordei e a sua família. 

## Paixão pelo xadrez
Gordei começou a jogar xadrez no verão de 2014 e, em novembro do mesmo ano, participou no Campeonato de Xadrez de Guangzhou, de onde saiu com a medalha de prata.
No final de janeiro de 2015 ele dá início à sua formação regular de xadrez sob a orientação de Andrêi Obodtchuk , que se mudou para Guangzhou para dar aulas ao jovem. Entre novembro de 2014 a abril 2015 Gordei participa em vários torneios de qualificação. Em abril 2015 vence o torneio de qualificação de xadrez em Shenzhen e termina assim a primeira categoria da modalidade. Gordei recebe a taça do torneio das mãos de E Jiangchuan, o Grande Mestre chinês, treinador de várias campeãs mundiais chinesas, incluindo a tripla campeã do mundo pelo título feminino (2010, 2011, 2013) e a mais jovem Grande Mestre mulher, Hou Yifan. No Campeonato do Mundo de Xadrez Júnior, realizado na Tailândia (Pattaya) entre 5 e 15 de maio de 2015, Gordei ficou entre os dez primeiros, tendo tido o melhor resultado entre os jovens russos na sua faixa etária. 